# Фаза (шахматы)
Фа́за, в шахматной композиции — самостоятельная часть авторского замысла, представляющая собой одну из систем вариантов, входящих в тематическое содержание задачи. Среди них — иллюзорная игра, один или несколько ложных следов и действительное решение.
В кооперативных жанрах (см. например кооперативный мат) фазой является каждое из идейных решений позиции на диаграмме, близнеца или иллюзорной игры.

## Примеры
|   | a | b | c | d | e | f | g | h |   |
| - | --- | --- | --- | --- | --- | --- | --- | --- | - |
| 8 | f8 белый слон · a7 чёрная ладья · c7 чёрный слон · f7 чёрная пешка · h7 белый слон · c6 чёрная пешка · e6 чёрный король · f6 чёрный конь · h6 белая ладья · e5 белый конь · h5 чёрная ладья · d4 белый ферзь · g4 белая пешка · b1 чёрный конь · c1 белый король · d1 белая ладья | f8 белый слон · a7 чёрная ладья · c7 чёрный слон · f7 чёрная пешка · h7 белый слон · c6 чёрная пешка · e6 чёрный король · f6 чёрный конь · h6 белая ладья · e5 белый конь · h5 чёрная ладья · d4 белый ферзь · g4 белая пешка · b1 чёрный конь · c1 белый король · d1 белая ладья | f8 белый слон · a7 чёрная ладья · c7 чёрный слон · f7 чёрная пешка · h7 белый слон · c6 чёрная пешка · e6 чёрный король · f6 чёрный конь · h6 белая ладья · e5 белый конь · h5 чёрная ладья · d4 белый ферзь · g4 белая пешка · b1 чёрный конь · c1 белый король · d1 белая ладья | f8 белый слон · a7 чёрная ладья · c7 чёрный слон · f7 чёрная пешка · h7 белый слон · c6 чёрная пешка · e6 чёрный король · f6 чёрный конь · h6 белая ладья · e5 белый конь · h5 чёрная ладья · d4 белый ферзь · g4 белая пешка · b1 чёрный конь · c1 белый король · d1 белая ладья | f8 белый слон · a7 чёрная ладья · c7 чёрный слон · f7 чёрная пешка · h7 белый слон · c6 чёрная пешка · e6 чёрный король · f6 чёрный конь · h6 белая ладья · e5 белый конь · h5 чёрная ладья · d4 белый ферзь · g4 белая пешка · b1 чёрный конь · c1 белый король · d1 белая ладья | f8 белый слон · a7 чёрная ладья · c7 чёрный слон · f7 чёрная пешка · h7 белый слон · c6 чёрная пешка · e6 чёрный король · f6 чёрный конь · h6 белая ладья · e5 белый конь · h5 чёрная ладья · d4 белый ферзь · g4 белая пешка · b1 чёрный конь · c1 белый король · d1 белая ладья | f8 белый слон · a7 чёрная ладья · c7 чёрный слон · f7 чёрная пешка · h7 белый слон · c6 чёрная пешка · e6 чёрный король · f6 чёрный конь · h6 белая ладья · e5 белый конь · h5 чёрная ладья · d4 белый ферзь · g4 белая пешка · b1 чёрный конь · c1 белый король · d1 белая ладья | f8 белый слон · a7 чёрная ладья · c7 чёрный слон · f7 чёрная пешка · h7 белый слон · c6 чёрная пешка · e6 чёрный король · f6 чёрный конь · h6 белая ладья · e5 белый конь · h5 чёрная ладья · d4 белый ферзь · g4 белая пешка · b1 чёрный конь · c1 белый король · d1 белая ладья | 8 |
| 7 | f8 белый слон · a7 чёрная ладья · c7 чёрный слон · f7 чёрная пешка · h7 белый слон · c6 чёрная пешка · e6 чёрный король · f6 чёрный конь · h6 белая ладья · e5 белый конь · h5 чёрная ладья · d4 белый ферзь · g4 белая пешка · b1 чёрный конь · c1 белый король · d1 белая ладья | f8 белый слон · a7 чёрная ладья · c7 чёрный слон · f7 чёрная пешка · h7 белый слон · c6 чёрная пешка · e6 чёрный король · f6 чёрный конь · h6 белая ладья · e5 белый конь · h5 чёрная ладья · d4 белый ферзь · g4 белая пешка · b1 чёрный конь · c1 белый король · d1 белая ладья | f8 белый слон · a7 чёрная ладья · c7 чёрный слон · f7 чёрная пешка · h7 белый слон · c6 чёрная пешка · e6 чёрный король · f6 чёрный конь · h6 белая ладья · e5 белый конь · h5 чёрная ладья · d4 белый ферзь · g4 белая пешка · b1 чёрный конь · c1 белый король · d1 белая ладья | f8 белый слон · a7 чёрная ладья · c7 чёрный слон · f7 чёрная пешка · h7 белый слон · c6 чёрная пешка · e6 чёрный король · f6 чёрный конь · h6 белая ладья · e5 белый конь · h5 чёрная ладья · d4 белый ферзь · g4 белая пешка · b1 чёрный конь · c1 белый король · d1 белая ладья | f8 белый слон · a7 чёрная ладья · c7 чёрный слон · f7 чёрная пешка · h7 белый слон · c6 чёрная пешка · e6 чёрный король · f6 чёрный конь · h6 белая ладья · e5 белый конь · h5 чёрная ладья · d4 белый ферзь · g4 белая пешка · b1 чёрный конь · c1 белый король · d1 белая ладья | f8 белый слон · a7 чёрная ладья · c7 чёрный слон · f7 чёрная пешка · h7 белый слон · c6 чёрная пешка · e6 чёрный король · f6 чёрный конь · h6 белая ладья · e5 белый конь · h5 чёрная ладья · d4 белый ферзь · g4 белая пешка · b1 чёрный конь · c1 белый король · d1 белая ладья | f8 белый слон · a7 чёрная ладья · c7 чёрный слон · f7 чёрная пешка · h7 белый слон · c6 чёрная пешка · e6 чёрный король · f6 чёрный конь · h6 белая ладья · e5 белый конь · h5 чёрная ладья · d4 белый ферзь · g4 белая пешка · b1 чёрный конь · c1 белый король · d1 белая ладья | f8 белый слон · a7 чёрная ладья · c7 чёрный слон · f7 чёрная пешка · h7 белый слон · c6 чёрная пешка · e6 чёрный король · f6 чёрный конь · h6 белая ладья · e5 белый конь · h5 чёрная ладья · d4 белый ферзь · g4 белая пешка · b1 чёрный конь · c1 белый король · d1 белая ладья | 7 |
| 6 | f8 белый слон · a7 чёрная ладья · c7 чёрный слон · f7 чёрная пешка · h7 белый слон · c6 чёрная пешка · e6 чёрный король · f6 чёрный конь · h6 белая ладья · e5 белый конь · h5 чёрная ладья · d4 белый ферзь · g4 белая пешка · b1 чёрный конь · c1 белый король · d1 белая ладья | f8 белый слон · a7 чёрная ладья · c7 чёрный слон · f7 чёрная пешка · h7 белый слон · c6 чёрная пешка · e6 чёрный король · f6 чёрный конь · h6 белая ладья · e5 белый конь · h5 чёрная ладья · d4 белый ферзь · g4 белая пешка · b1 чёрный конь · c1 белый король · d1 белая ладья | f8 белый слон · a7 чёрная ладья · c7 чёрный слон · f7 чёрная пешка · h7 белый слон · c6 чёрная пешка · e6 чёрный король · f6 чёрный конь · h6 белая ладья · e5 белый конь · h5 чёрная ладья · d4 белый ферзь · g4 белая пешка · b1 чёрный конь · c1 белый король · d1 белая ладья | f8 белый слон · a7 чёрная ладья · c7 чёрный слон · f7 чёрная пешка · h7 белый слон · c6 чёрная пешка · e6 чёрный король · f6 чёрный конь · h6 белая ладья · e5 белый конь · h5 чёрная ладья · d4 белый ферзь · g4 белая пешка · b1 чёрный конь · c1 белый король · d1 белая ладья | f8 белый слон · a7 чёрная ладья · c7 чёрный слон · f7 чёрная пешка · h7 белый слон · c6 чёрная пешка · e6 чёрный король · f6 чёрный конь · h6 белая ладья · e5 белый конь · h5 чёрная ладья · d4 белый ферзь · g4 белая пешка · b1 чёрный конь · c1 белый король · d1 белая ладья | f8 белый слон · a7 чёрная ладья · c7 чёрный слон · f7 чёрная пешка · h7 белый слон · c6 чёрная пешка · e6 чёрный король · f6 чёрный конь · h6 белая ладья · e5 белый конь · h5 чёрная ладья · d4 белый ферзь · g4 белая пешка · b1 чёрный конь · c1 белый король · d1 белая ладья | f8 белый слон · a7 чёрная ладья · c7 чёрный слон · f7 чёрная пешка · h7 белый слон · c6 чёрная пешка · e6 чёрный король · f6 чёрный конь · h6 белая ладья · e5 белый конь · h5 чёрная ладья · d4 белый ферзь · g4 белая пешка · b1 чёрный конь · c1 белый король · d1 белая ладья | f8 белый слон · a7 чёрная ладья · c7 чёрный слон · f7 чёрная пешка · h7 белый слон · c6 чёрная пешка · e6 чёрный король · f6 чёрный конь · h6 белая ладья · e5 белый конь · h5 чёрная ладья · d4 белый ферзь · g4 белая пешка · b1 чёрный конь · c1 белый король · d1 белая ладья | 6 |
| 5 | f8 белый слон · a7 чёрная ладья · c7 чёрный слон · f7 чёрная пешка · h7 белый слон · c6 чёрная пешка · e6 чёрный король · f6 чёрный конь · h6 белая ладья · e5 белый конь · h5 чёрная ладья · d4 белый ферзь · g4 белая пешка · b1 чёрный конь · c1 белый король · d1 белая ладья | f8 белый слон · a7 чёрная ладья · c7 чёрный слон · f7 чёрная пешка · h7 белый слон · c6 чёрная пешка · e6 чёрный король · f6 чёрный конь · h6 белая ладья · e5 белый конь · h5 чёрная ладья · d4 белый ферзь · g4 белая пешка · b1 чёрный конь · c1 белый король · d1 белая ладья | f8 белый слон · a7 чёрная ладья · c7 чёрный слон · f7 чёрная пешка · h7 белый слон · c6 чёрная пешка · e6 чёрный король · f6 чёрный конь · h6 белая ладья · e5 белый конь · h5 чёрная ладья · d4 белый ферзь · g4 белая пешка · b1 чёрный конь · c1 белый король · d1 белая ладья | f8 белый слон · a7 чёрная ладья · c7 чёрный слон · f7 чёрная пешка · h7 белый слон · c6 чёрная пешка · e6 чёрный король · f6 чёрный конь · h6 белая ладья · e5 белый конь · h5 чёрная ладья · d4 белый ферзь · g4 белая пешка · b1 чёрный конь · c1 белый король · d1 белая ладья | f8 белый слон · a7 чёрная ладья · c7 чёрный слон · f7 чёрная пешка · h7 белый слон · c6 чёрная пешка · e6 чёрный король · f6 чёрный конь · h6 белая ладья · e5 белый конь · h5 чёрная ладья · d4 белый ферзь · g4 белая пешка · b1 чёрный конь · c1 белый король · d1 белая ладья | f8 белый слон · a7 чёрная ладья · c7 чёрный слон · f7 чёрная пешка · h7 белый слон · c6 чёрная пешка · e6 чёрный король · f6 чёрный конь · h6 белая ладья · e5 белый конь · h5 чёрная ладья · d4 белый ферзь · g4 белая пешка · b1 чёрный конь · c1 белый король · d1 белая ладья | f8 белый слон · a7 чёрная ладья · c7 чёрный слон · f7 чёрная пешка · h7 белый слон · c6 чёрная пешка · e6 чёрный король · f6 чёрный конь · h6 белая ладья · e5 белый конь · h5 чёрная ладья · d4 белый ферзь · g4 белая пешка · b1 чёрный конь · c1 белый король · d1 белая ладья | f8 белый слон · a7 чёрная ладья · c7 чёрный слон · f7 чёрная пешка · h7 белый слон · c6 чёрная пешка · e6 чёрный король · f6 чёрный конь · h6 белая ладья · e5 белый конь · h5 чёрная ладья · d4 белый ферзь · g4 белая пешка · b1 чёрный конь · c1 белый король · d1 белая ладья | 5 |
| 4 | f8 белый слон · a7 чёрная ладья · c7 чёрный слон · f7 чёрная пешка · h7 белый слон · c6 чёрная пешка · e6 чёрный король · f6 чёрный конь · h6 белая ладья · e5 белый конь · h5 чёрная ладья · d4 белый ферзь · g4 белая пешка · b1 чёрный конь · c1 белый король · d1 белая ладья | f8 белый слон · a7 чёрная ладья · c7 чёрный слон · f7 чёрная пешка · h7 белый слон · c6 чёрная пешка · e6 чёрный король · f6 чёрный конь · h6 белая ладья · e5 белый конь · h5 чёрная ладья · d4 белый ферзь · g4 белая пешка · b1 чёрный конь · c1 белый король · d1 белая ладья | f8 белый слон · a7 чёрная ладья · c7 чёрный слон · f7 чёрная пешка · h7 белый слон · c6 чёрная пешка · e6 чёрный король · f6 чёрный конь · h6 белая ладья · e5 белый конь · h5 чёрная ладья · d4 белый ферзь · g4 белая пешка · b1 чёрный конь · c1 белый король · d1 белая ладья | f8 белый слон · a7 чёрная ладья · c7 чёрный слон · f7 чёрная пешка · h7 белый слон · c6 чёрная пешка · e6 чёрный король · f6 чёрный конь · h6 белая ладья · e5 белый конь · h5 чёрная ладья · d4 белый ферзь · g4 белая пешка · b1 чёрный конь · c1 белый король · d1 белая ладья | f8 белый слон · a7 чёрная ладья · c7 чёрный слон · f7 чёрная пешка · h7 белый слон · c6 чёрная пешка · e6 чёрный король · f6 чёрный конь · h6 белая ладья · e5 белый конь · h5 чёрная ладья · d4 белый ферзь · g4 белая пешка · b1 чёрный конь · c1 белый король · d1 белая ладья | f8 белый слон · a7 чёрная ладья · c7 чёрный слон · f7 чёрная пешка · h7 белый слон · c6 чёрная пешка · e6 чёрный король · f6 чёрный конь · h6 белая ладья · e5 белый конь · h5 чёрная ладья · d4 белый ферзь · g4 белая пешка · b1 чёрный конь · c1 белый король · d1 белая ладья | f8 белый слон · a7 чёрная ладья · c7 чёрный слон · f7 чёрная пешка · h7 белый слон · c6 чёрная пешка · e6 чёрный король · f6 чёрный конь · h6 белая ладья · e5 белый конь · h5 чёрная ладья · d4 белый ферзь · g4 белая пешка · b1 чёрный конь · c1 белый король · d1 белая ладья | f8 белый слон · a7 чёрная ладья · c7 чёрный слон · f7 чёрная пешка · h7 белый слон · c6 чёрная пешка · e6 чёрный король · f6 чёрный конь · h6 белая ладья · e5 белый конь · h5 чёрная ладья · d4 белый ферзь · g4 белая пешка · b1 чёрный конь · c1 белый король · d1 белая ладья | 4 |
| 3 | f8 белый слон · a7 чёрная ладья · c7 чёрный слон · f7 чёрная пешка · h7 белый слон · c6 чёрная пешка · e6 чёрный король · f6 чёрный конь · h6 белая ладья · e5 белый конь · h5 чёрная ладья · d4 белый ферзь · g4 белая пешка · b1 чёрный конь · c1 белый король · d1 белая ладья | f8 белый слон · a7 чёрная ладья · c7 чёрный слон · f7 чёрная пешка · h7 белый слон · c6 чёрная пешка · e6 чёрный король · f6 чёрный конь · h6 белая ладья · e5 белый конь · h5 чёрная ладья · d4 белый ферзь · g4 белая пешка · b1 чёрный конь · c1 белый король · d1 белая ладья | f8 белый слон · a7 чёрная ладья · c7 чёрный слон · f7 чёрная пешка · h7 белый слон · c6 чёрная пешка · e6 чёрный король · f6 чёрный конь · h6 белая ладья · e5 белый конь · h5 чёрная ладья · d4 белый ферзь · g4 белая пешка · b1 чёрный конь · c1 белый король · d1 белая ладья | f8 белый слон · a7 чёрная ладья · c7 чёрный слон · f7 чёрная пешка · h7 белый слон · c6 чёрная пешка · e6 чёрный король · f6 чёрный конь · h6 белая ладья · e5 белый конь · h5 чёрная ладья · d4 белый ферзь · g4 белая пешка · b1 чёрный конь · c1 белый король · d1 белая ладья | f8 белый слон · a7 чёрная ладья · c7 чёрный слон · f7 чёрная пешка · h7 белый слон · c6 чёрная пешка · e6 чёрный король · f6 чёрный конь · h6 белая ладья · e5 белый конь · h5 чёрная ладья · d4 белый ферзь · g4 белая пешка · b1 чёрный конь · c1 белый король · d1 белая ладья | f8 белый слон · a7 чёрная ладья · c7 чёрный слон · f7 чёрная пешка · h7 белый слон · c6 чёрная пешка · e6 чёрный король · f6 чёрный конь · h6 белая ладья · e5 белый конь · h5 чёрная ладья · d4 белый ферзь · g4 белая пешка · b1 чёрный конь · c1 белый король · d1 белая ладья | f8 белый слон · a7 чёрная ладья · c7 чёрный слон · f7 чёрная пешка · h7 белый слон · c6 чёрная пешка · e6 чёрный король · f6 чёрный конь · h6 белая ладья · e5 белый конь · h5 чёрная ладья · d4 белый ферзь · g4 белая пешка · b1 чёрный конь · c1 белый король · d1 белая ладья | f8 белый слон · a7 чёрная ладья · c7 чёрный слон · f7 чёрная пешка · h7 белый слон · c6 чёрная пешка · e6 чёрный король · f6 чёрный конь · h6 белая ладья · e5 белый конь · h5 чёрная ладья · d4 белый ферзь · g4 белая пешка · b1 чёрный конь · c1 белый король · d1 белая ладья | 3 |
| 2 | f8 белый слон · a7 чёрная ладья · c7 чёрный слон · f7 чёрная пешка · h7 белый слон · c6 чёрная пешка · e6 чёрный король · f6 чёрный конь · h6 белая ладья · e5 белый конь · h5 чёрная ладья · d4 белый ферзь · g4 белая пешка · b1 чёрный конь · c1 белый король · d1 белая ладья | f8 белый слон · a7 чёрная ладья · c7 чёрный слон · f7 чёрная пешка · h7 белый слон · c6 чёрная пешка · e6 чёрный король · f6 чёрный конь · h6 белая ладья · e5 белый конь · h5 чёрная ладья · d4 белый ферзь · g4 белая пешка · b1 чёрный конь · c1 белый король · d1 белая ладья | f8 белый слон · a7 чёрная ладья · c7 чёрный слон · f7 чёрная пешка · h7 белый слон · c6 чёрная пешка · e6 чёрный король · f6 чёрный конь · h6 белая ладья · e5 белый конь · h5 чёрная ладья · d4 белый ферзь · g4 белая пешка · b1 чёрный конь · c1 белый король · d1 белая ладья | f8 белый слон · a7 чёрная ладья · c7 чёрный слон · f7 чёрная пешка · h7 белый слон · c6 чёрная пешка · e6 чёрный король · f6 чёрный конь · h6 белая ладья · e5 белый конь · h5 чёрная ладья · d4 белый ферзь · g4 белая пешка · b1 чёрный конь · c1 белый король · d1 белая ладья | f8 белый слон · a7 чёрная ладья · c7 чёрный слон · f7 чёрная пешка · h7 белый слон · c6 чёрная пешка · e6 чёрный король · f6 чёрный конь · h6 белая ладья · e5 белый конь · h5 чёрная ладья · d4 белый ферзь · g4 белая пешка · b1 чёрный конь · c1 белый король · d1 белая ладья | f8 белый слон · a7 чёрная ладья · c7 чёрный слон · f7 чёрная пешка · h7 белый слон · c6 чёрная пешка · e6 чёрный король · f6 чёрный конь · h6 белая ладья · e5 белый конь · h5 чёрная ладья · d4 белый ферзь · g4 белая пешка · b1 чёрный конь · c1 белый король · d1 белая ладья | f8 белый слон · a7 чёрная ладья · c7 чёрный слон · f7 чёрная пешка · h7 белый слон · c6 чёрная пешка · e6 чёрный король · f6 чёрный конь · h6 белая ладья · e5 белый конь · h5 чёрная ладья · d4 белый ферзь · g4 белая пешка · b1 чёрный конь · c1 белый король · d1 белая ладья | f8 белый слон · a7 чёрная ладья · c7 чёрный слон · f7 чёрная пешка · h7 белый слон · c6 чёрная пешка · e6 чёрный король · f6 чёрный конь · h6 белая ладья · e5 белый конь · h5 чёрная ладья · d4 белый ферзь · g4 белая пешка · b1 чёрный конь · c1 белый король · d1 белая ладья | 2 |
| 1 | f8 белый слон · a7 чёрная ладья · c7 чёрный слон · f7 чёрная пешка · h7 белый слон · c6 чёрная пешка · e6 чёрный король · f6 чёрный конь · h6 белая ладья · e5 белый конь · h5 чёрная ладья · d4 белый ферзь · g4 белая пешка · b1 чёрный конь · c1 белый король · d1 белая ладья | f8 белый слон · a7 чёрная ладья · c7 чёрный слон · f7 чёрная пешка · h7 белый слон · c6 чёрная пешка · e6 чёрный король · f6 чёрный конь · h6 белая ладья · e5 белый конь · h5 чёрная ладья · d4 белый ферзь · g4 белая пешка · b1 чёрный конь · c1 белый король · d1 белая ладья | f8 белый слон · a7 чёрная ладья · c7 чёрный слон · f7 чёрная пешка · h7 белый слон · c6 чёрная пешка · e6 чёрный король · f6 чёрный конь · h6 белая ладья · e5 белый конь · h5 чёрная ладья · d4 белый ферзь · g4 белая пешка · b1 чёрный конь · c1 белый король · d1 белая ладья | f8 белый слон · a7 чёрная ладья · c7 чёрный слон · f7 чёрная пешка · h7 белый слон · c6 чёрная пешка · e6 чёрный король · f6 чёрный конь · h6 белая ладья · e5 белый конь · h5 чёрная ладья · d4 белый ферзь · g4 белая пешка · b1 чёрный конь · c1 белый король · d1 белая ладья | f8 белый слон · a7 чёрная ладья · c7 чёрный слон · f7 чёрная пешка · h7 белый слон · c6 чёрная пешка · e6 чёрный король · f6 чёрный конь · h6 белая ладья · e5 белый конь · h5 чёрная ладья · d4 белый ферзь · g4 белая пешка · b1 чёрный конь · c1 белый король · d1 белая ладья | f8 белый слон · a7 чёрная ладья · c7 чёрный слон · f7 чёрная пешка · h7 белый слон · c6 чёрная пешка · e6 чёрный король · f6 чёрный конь · h6 белая ладья · e5 белый конь · h5 чёрная ладья · d4 белый ферзь · g4 белая пешка · b1 чёрный конь · c1 белый король · d1 белая ладья | f8 белый слон · a7 чёрная ладья · c7 чёрный слон · f7 чёрная пешка · h7 белый слон · c6 чёрная пешка · e6 чёрный король · f6 чёрный конь · h6 белая ладья · e5 белый конь · h5 чёрная ладья · d4 белый ферзь · g4 белая пешка · b1 чёрный конь · c1 белый король · d1 белая ладья | f8 белый слон · a7 чёрная ладья · c7 чёрный слон · f7 чёрная пешка · h7 белый слон · c6 чёрная пешка · e6 чёрный король · f6 чёрный конь · h6 белая ладья · e5 белый конь · h5 чёрная ладья · d4 белый ферзь · g4 белая пешка · b1 чёрный конь · c1 белый король · d1 белая ладья | 1 |
|   | a | b | c | d | e | f | g | h |   |

Мат в 2 хода
Первая фаза — иллюзорная игра:

1…Л:е5 2.Фd7#, 1…C:e5 2.Фс4#.
Вторая фаза — ложный след:
1.Kd3? угроза 2.Л:f6#,

1…Ле5 2.Kf4#, 1…Ce5 2.Kc5# — перекрытие Гримшоу. Но 1…Лd5!
Третья фаза — действительное решение:

1.Ле1! с двумя угрозами 2.Фd7# и 2.Фc4#,

1…Л:е5 2.Cf5#, 1…C:e5 2.Фd6# — самосвязывание (см. Связка).
|   | a                                                                                     | b                                                                                     | c                                                                                     | d                                                                                     | e                                                                                     | f                                                                                     | g                                                                                     | h                                                                                     |   |
| - | ------------------------------------------------------------------------------------- | ------------------------------------------------------------------------------------- | ------------------------------------------------------------------------------------- | ------------------------------------------------------------------------------------- | ------------------------------------------------------------------------------------- | ------------------------------------------------------------------------------------- | ------------------------------------------------------------------------------------- | ------------------------------------------------------------------------------------- | - |
| 8 | a6 чёрный ферзь · b4 белая ладья · g4 белый король · a3 чёрный король · d3 белый конь | a6 чёрный ферзь · b4 белая ладья · g4 белый король · a3 чёрный король · d3 белый конь | a6 чёрный ферзь · b4 белая ладья · g4 белый король · a3 чёрный король · d3 белый конь | a6 чёрный ферзь · b4 белая ладья · g4 белый король · a3 чёрный король · d3 белый конь | a6 чёрный ферзь · b4 белая ладья · g4 белый король · a3 чёрный король · d3 белый конь | a6 чёрный ферзь · b4 белая ладья · g4 белый король · a3 чёрный король · d3 белый конь | a6 чёрный ферзь · b4 белая ладья · g4 белый король · a3 чёрный король · d3 белый конь | a6 чёрный ферзь · b4 белая ладья · g4 белый король · a3 чёрный король · d3 белый конь | 8 |
| 7 | a6 чёрный ферзь · b4 белая ладья · g4 белый король · a3 чёрный король · d3 белый конь | a6 чёрный ферзь · b4 белая ладья · g4 белый король · a3 чёрный король · d3 белый конь | a6 чёрный ферзь · b4 белая ладья · g4 белый король · a3 чёрный король · d3 белый конь | a6 чёрный ферзь · b4 белая ладья · g4 белый король · a3 чёрный король · d3 белый конь | a6 чёрный ферзь · b4 белая ладья · g4 белый король · a3 чёрный король · d3 белый конь | a6 чёрный ферзь · b4 белая ладья · g4 белый король · a3 чёрный король · d3 белый конь | a6 чёрный ферзь · b4 белая ладья · g4 белый король · a3 чёрный король · d3 белый конь | a6 чёрный ферзь · b4 белая ладья · g4 белый король · a3 чёрный король · d3 белый конь | 7 |
| 6 | a6 чёрный ферзь · b4 белая ладья · g4 белый король · a3 чёрный король · d3 белый конь | a6 чёрный ферзь · b4 белая ладья · g4 белый король · a3 чёрный король · d3 белый конь | a6 чёрный ферзь · b4 белая ладья · g4 белый король · a3 чёрный король · d3 белый конь | a6 чёрный ферзь · b4 белая ладья · g4 белый король · a3 чёрный король · d3 белый конь | a6 чёрный ферзь · b4 белая ладья · g4 белый король · a3 чёрный король · d3 белый конь | a6 чёрный ферзь · b4 белая ладья · g4 белый король · a3 чёрный король · d3 белый конь | a6 чёрный ферзь · b4 белая ладья · g4 белый король · a3 чёрный король · d3 белый конь | a6 чёрный ферзь · b4 белая ладья · g4 белый король · a3 чёрный король · d3 белый конь | 6 |
| 5 | a6 чёрный ферзь · b4 белая ладья · g4 белый король · a3 чёрный король · d3 белый конь | a6 чёрный ферзь · b4 белая ладья · g4 белый король · a3 чёрный король · d3 белый конь | a6 чёрный ферзь · b4 белая ладья · g4 белый король · a3 чёрный король · d3 белый конь | a6 чёрный ферзь · b4 белая ладья · g4 белый король · a3 чёрный король · d3 белый конь | a6 чёрный ферзь · b4 белая ладья · g4 белый король · a3 чёрный король · d3 белый конь | a6 чёрный ферзь · b4 белая ладья · g4 белый король · a3 чёрный король · d3 белый конь | a6 чёрный ферзь · b4 белая ладья · g4 белый король · a3 чёрный король · d3 белый конь | a6 чёрный ферзь · b4 белая ладья · g4 белый король · a3 чёрный король · d3 белый конь | 5 |
| 4 | a6 чёрный ферзь · b4 белая ладья · g4 белый король · a3 чёрный король · d3 белый конь | a6 чёрный ферзь · b4 белая ладья · g4 белый король · a3 чёрный король · d3 белый конь | a6 чёрный ферзь · b4 белая ладья · g4 белый король · a3 чёрный король · d3 белый конь | a6 чёрный ферзь · b4 белая ладья · g4 белый король · a3 чёрный король · d3 белый конь | a6 чёрный ферзь · b4 белая ладья · g4 белый король · a3 чёрный король · d3 белый конь | a6 чёрный ферзь · b4 белая ладья · g4 белый король · a3 чёрный король · d3 белый конь | a6 чёрный ферзь · b4 белая ладья · g4 белый король · a3 чёрный король · d3 белый конь | a6 чёрный ферзь · b4 белая ладья · g4 белый король · a3 чёрный король · d3 белый конь | 4 |
| 3 | a6 чёрный ферзь · b4 белая ладья · g4 белый король · a3 чёрный король · d3 белый конь | a6 чёрный ферзь · b4 белая ладья · g4 белый король · a3 чёрный король · d3 белый конь | a6 чёрный ферзь · b4 белая ладья · g4 белый король · a3 чёрный король · d3 белый конь | a6 чёрный ферзь · b4 белая ладья · g4 белый король · a3 чёрный король · d3 белый конь | a6 чёрный ферзь · b4 белая ладья · g4 белый король · a3 чёрный король · d3 белый конь | a6 чёрный ферзь · b4 белая ладья · g4 белый король · a3 чёрный король · d3 белый конь | a6 чёрный ферзь · b4 белая ладья · g4 белый король · a3 чёрный король · d3 белый конь | a6 чёрный ферзь · b4 белая ладья · g4 белый король · a3 чёрный король · d3 белый конь | 3 |
| 2 | a6 чёрный ферзь · b4 белая ладья · g4 белый король · a3 чёрный король · d3 белый конь | a6 чёрный ферзь · b4 белая ладья · g4 белый король · a3 чёрный король · d3 белый конь | a6 чёрный ферзь · b4 белая ладья · g4 белый король · a3 чёрный король · d3 белый конь | a6 чёрный ферзь · b4 белая ладья · g4 белый король · a3 чёрный король · d3 белый конь | a6 чёрный ферзь · b4 белая ладья · g4 белый король · a3 чёрный король · d3 белый конь | a6 чёрный ферзь · b4 белая ладья · g4 белый король · a3 чёрный король · d3 белый конь | a6 чёрный ферзь · b4 белая ладья · g4 белый король · a3 чёрный король · d3 белый конь | a6 чёрный ферзь · b4 белая ладья · g4 белый король · a3 чёрный король · d3 белый конь | 2 |
| 1 | a6 чёрный ферзь · b4 белая ладья · g4 белый король · a3 чёрный король · d3 белый конь | a6 чёрный ферзь · b4 белая ладья · g4 белый король · a3 чёрный король · d3 белый конь | a6 чёрный ферзь · b4 белая ладья · g4 белый король · a3 чёрный король · d3 белый конь | a6 чёрный ферзь · b4 белая ладья · g4 белый король · a3 чёрный король · d3 белый конь | a6 чёрный ферзь · b4 белая ладья · g4 белый король · a3 чёрный король · d3 белый конь | a6 чёрный ферзь · b4 белая ладья · g4 белый король · a3 чёрный король · d3 белый конь | a6 чёрный ферзь · b4 белая ладья · g4 белый король · a3 чёрный король · d3 белый конь | a6 чёрный ферзь · b4 белая ладья · g4 белый король · a3 чёрный король · d3 белый конь | 1 |
|   | a                                                                                     | b                                                                                     | c                                                                                     | d                                                                                     | e                                                                                     | f                                                                                     | g                                                                                     | h                                                                                     |   |

Кооперативный мат в 2 хода
Первая фаза — решение позиции на диаграмме:
а) 1.Фf6 Kc5 2.Фb2 Ла4#
Вторая фаза — решение позиции близнеца с чёрной ладьёй на а6:
b) 1.Лb6 Лb1 2.Лb3 Лa1#
Третья фаза — решение позиции с чёрным слоном на а6:
c) 1.Сс4 Ке1 2.Са2 Кс2#
Четвёртая фаза — решение позиции с чёрным конём на а6:
d) 1.Кс5 Кс1 2.Ка4 Лb3#
Пятая фаза — решение позиции с чёрной пешкой на а6:
e) 1.а5 Лb3+ 2.Кpа4 Kc5#
Пять фаз с близнецами Форсберга — близнецами, которые образуются путём изменения типа фигуры на одном и том же поле.